# یان فن دیپنبیک

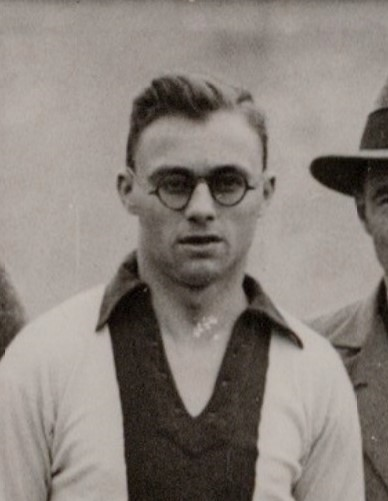
یان فن دیپنبیک - ۱۹۳۲

یان فن دیپنبیک (هلندی: Jan van Diepenbeek؛ ۵ اوت ۱۹۰۳ – ۸ اوت ۱۹۸۱) یک بازیکن فوتبال اهل هلند بود.

## تیم ملی
وی همچنین در تیم ملی فوتبال هلند بازی کرده است.